# Епилог албанске голготе
Епилог албанске голготе је на основу расположивих историјских података, приказ броја умрлих, погинулих несталих и спашених припадника српске војске и избеглог становништва у Великом рату и од почетка Првог светског рата до краја највећег егзодуса српског народа у његовој историји - албанске голготе. А епилог албанске голготе био је стравичан. Само од септембра 1915 до марта 1916. године, када је окончана албанска голгота било је 144.098 погинулих и умрлих.

## Укупан број мобилисаних Срба и добровољаца на почетку Великог рата
Краљевина Србија са 4,5 милиона становника до септембра 1915. године мобилисала је 714.343 војника и официра. Црпећи последње људске резерве у егзилу, 1916—1918, број мобилисаних се повећао на 737.000 (остатак регрута који су преживели албанску голготу, нови регрути међу избеглим народом, добровољци из Русије и прекоморских земаља), или 24% становништва.

## Војни и цивилни губици

### Војни губици
Војни губици које је Краљевина Србија поднела, износе укупно: 402.435. Након рата пописано је 114.000 ратних војних инвалида.

#### Војнички губици српске војске од почетка Великог рата до окончања албанске голготе
Војнички губици које је Србија поднела од почетка рата до завршетка албанске голготе, по година били су следећи:
- 1914. – 69.022 погинулих и умрлих
- 1915. (до септембра) – 56.842 погинулих и умрлих
- 1915. (од септембра 1915 до марта 1916) – 144.098 погинулих и умрлих

##### Губици српског војног санитета
Пратећи ратни напор Краљевине Србије њен санитет, војни и грађански, поднео је велике жртве, које приказане у бројкама изгледају овако:
- погинулих и умрлих лекара – 122 (3+119)
- умрлих стоматолога – 1
- умрлих лекара странаца у српској војсци – 25
- умрлих студената медицине – 20
- умрлих старијих доктораната – 4
- умрлих заробљених лекара на раду у српским војним болницама – 11

### Цивилни губици
Губици стараца жена и деце нису били ништа мањи од војних. Према службеним подацима које је државна делегација поднела на Конференцији мира у Паризу 1919. године, од болести и глади у земљи и у интернацији, умрло је или убијено у окупаторским акцијама укупно 845.000 деце, жена и старијих лица.

## Четрдесет хиљада регрута – мученика у гротлу албанске голготе
Потресна прича српског писца Бранислава Нушића о страдању младих и за рат неискусних регрута у албанској голготи:
| „ | Нисам ни слутио да су та деца на смрт осуђена, да ће ту децу маћијски бацити у планине албанске где ће умирати од глади и од зиме, где ће се давити у блату и где ће их болести обарати као олујина недозрели влат. Нисам ни слутио да ће од 40 000 српске деце за месец дана 36 000 наћи гробове своје у снежним амбисима и смрдљивим барама и да ће Србија читаву једну генерацију своје омладине просто бацити зверовима за храну, као непотребно месо. Нисам ни слутио, велим, када су та деца, бледа и уморна лица пролазила у недогледним редовима мимо мене, да они иду на своју Голготу и да је хришћанство према Српству тако сиромашно жртвама. Две хиљаде година ми славимо и жалимо четрдесет младенаца, мученика, колико је хришћанство у борби од неколико векова поднело на жртву, а ми за неколико дана бацимо на жртву четрдесет хиљада младенаца – мученика! | ” |

## Укупан број Срба и добровољаца спашених после албанске голготе
Из Драча, Валоне до Бизерте, Крфа, Солуна, према подацима француске мисије, која је руководила транспортом српске војске и податке прикупљала на лицу места:
- Са обала Албаније од 7. јануара до 19. фебруара превезено је бродовима укупно 154.454 војника. Од тога на Крф 138.691 војника и цивила, у Бизерту око 10.763 војника, на Корзику 3.000, и у Француску 2.000.
- Овом броју треба додати и део трупа (одред пуковника Васића) који се маршујући кроз Македонију пробио у Солун са 3.631 војником.
- У Албанији су привремено остали само делови неких јединица српске војске у селу Дризиша на Војуша ради чувања и исхране стоке и комплетна Коњичка дивизија, којој су савезници још 19. јануара обуставили сваки покрет на реци Војуша, са 1.500 људи и 16.500 коња. Ове јединице су постепено пребациване из Албаније до 5. априла, када је Албанију напустила и Комисија за укрцавање у Валони.

Кад саберемо наведене податке долазимо до тога да је Српска војска, након албанске голготе успела да сачува и на простор ван борбених дејстава доведе контингент од 159.585 војника.